# Süd-Usedom
Süd-Usedom este o arie protejată (arie de protecție specială avifaunistică — SPA) din Germania întinsă pe o suprafață de 9.556 ha, integral pe uscat.

## Localizare
Centrul sitului Süd-Usedom este situat la coordonatele 53°54′30″N 14°00′26″E / 53.9083°N 14.0072°E.

## Înființare
Situl Süd-Usedom a fost declarat arie de protecție specială avifaunistică în aprilie 2008 pentru a proteja 30 de specii de animale.

## Biodiversitate
Situată în ecoregiunea continentală, aria protejată nu include niciun habitat protejat.
La baza desemnării sitului se află mai multe specii protejate de  păsări (30): pescăruș albastru (Alcedo atthis), Anas strepera strepera, gâscă de semănătură (Anser fabalis), fâsă-de-câmp (Anthus campestris), rața moțată (Aythya fuligula), buhai de baltă (Botaurus stellaris stellaris), buha (Bubo bubo), caprimulg (Caprimulgus europaeus), barză albă (Ciconia ciconia ciconia), erete de stuf (Circus aeruginosus), erete cenușiu (Circus pygargus), cristeiul de câmp (Crex crex), ciocănitoarea de stejar (Dendrocopos medius), ciocănitoare neagră (Dryocopus martius), muscar (Ficedula parva), Grus grus grus, scoicar (Haematopus ostralegus), codalb (Haliaeetus albicilla), sfrâncioc roșiatic (Lanius collurio), pescăruș-cu-cap-negru (Larus melanocephalus), pescăruș mic (Larus minutus), pescăruș râzător (Larus ridibundus), ciocârlie de pădure (Lullula arborea), gaia neagră (Milvus migrans), gaia roșie (Milvus milvus), Numenius arquata arquata, viespar (Pernis apivorus), chiră de baltă (Sterna hirundo), silvie porumbacă (Sylvia nisoria), călifar alb (Tadorna tadorna).